# Riofrío (Galicia)
Riofrío (oficialmente San Miguel de Riofrío) es una parroquia española del municipio de Mondariz, perteneciente a la provincia de Pontevedra, en la comunidad autónoma de Galicia.

## Historia
Hacia mediados del siglo XIX, el lugar, por entonces referido como una feligresía, tenía contabilizada una población de 674 habitantes. Aparece descrito en el decimotercer volumen del Diccionario geográfico-estadístico-histórico de España y sus posesiones de Ultramar de Pascual Madoz con las siguientes palabras:

RIOFRIO (San Miguel): felig. en la prov. de Pontevedra, (5 leg.), part. jud. de Puenteareas (1 1/2), dióc. de Tuy (4), ayunt. de Mondariz (1/4). sit. en pendiente á la der. del r. Tea, con libre ventilacion y clima sano. Tiene 220 casas en los l. de Cernadela, Costa, Pedemoiño, y Riofrio. La igl. parr. (San Miguel), se halla servida por un cura de primer ascenso y patronato laical; hay una ermita dedicada á San Roque. Confina N. Gargamala y Frades; E. r. Tea; S. Sabajanes, y O. Vilar. El terreno es de buena calidad; sobre el mencionado r. existe el puente de Cernadela, y por el N. un elevado monte poblado de pinos. Atraviesa por esta parr. é indicado puente un camino desde Vigo á Cañiza. prod.: maiz, trigo, centeno, vino y frutas; hay ganado vacuno y lanar; caza de perdices, liebres y conejos, y caza de anguilas, truchas y lampreas. ind.: la agricola y molinos harineros. pobl.: 220 vec., 674 alm. contr.: con su ayunt.
(Madoz, 1849, p. 485)

En 2022, tenía empadronados 444 habitantes.

## Patrimonio
Hay en la parroquia una iglesia de San Miguel.